# 盧森德羅湖
46°33′43″N 8°32′31″E / 46.56194°N 8.54194°E

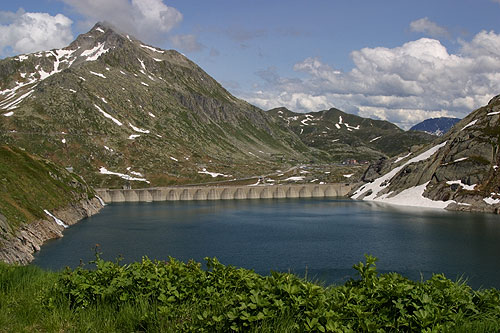

盧森德羅湖（Lago di Lucendro），是瑞士的湖泊，位於該國南部，由提契諾州負責管轄，面積0.5平方公里，海拔高度2,135米，最大水深96米，水體容量2,500萬立方米，每年平均降雨量2,385毫米。